# باتاک، بلغارستان
باتاک شهری در استان پازارجیک کشور بلغارستان است که جمعیت آن در سال ۲۰۰۱ میلادی ۳٬۸۰۶ نفر بوده‌است.